# تونی پارکر
ویلیام آنتونی پارکر جونیور (انگلیسی: William Anthony Parker Jr.؛ زادهٔ ۱۷ مهٔ ۱۹۸۲) بازیکن بسکتبال حرفه‌ای اهل فرانسه است که برای سن آنتونیو اسپرز در اتحادیه ملی بسکتبال (ان‌بی‌ای) بازی می‌کند. او از پدری آمریکایی و مادری هلندی زاده شده و بزرگ شده فرانسه، از معروفترین بازیکنان ان بی ای و تیم ملی بسکتبال فرانسه است.